# Tower-Menagerie
Die Tower-Menagerie war eine Menagerie im Tower of London. Von 1235 bis zum Oktober 1835 beherbergte der Tower of London eine Menagerie von Wildtieren. Dabei handelte es sich überwiegend um Großkatzen und Bären, die gewöhnlich dem jeweiligen Monarchen zum Geschenk gemacht worden waren. Zu den Geschenken gehörten mitunter jedoch auch ungewöhnlichere Tiere, sofern sie hinreichend exotisch waren: die englische Königin Isabella von Frankreich bekam 1313 bei ihrer Rückkehr nach England zur Begrüßung ein Stachelschwein überreicht. Zu den dort gehaltenen Tieren zählten dementsprechend auch Kamele, Strauße, Elefanten, Hyänen, Eulen, Geier, Affen, Nashörner und Adler. Vergleichbare Tierhaltungen gab es zwar gelegentlich auch auf anderen königlichen Residenzen oder adligen Landsitzen. Anders als diese konnten die im Tower gehaltenen Tiere jedoch besichtigt werden. Anfangs erhielten nur solche Personen Zutritt, die über entsprechende Verbindungen verfügten. Im Laufe der Jahrhunderte wurde der Kreis der Personen, die Zutritt erhielten, jedoch immer größer. Während der letzten Jahrzehnte, in denen im Tower noch Wildtiere gehalten wurden, war allein die Zahlung eines Eintrittsgeldes Voraussetzung, um die Tiere sehen zu können. Die Möglichkeit, solch fremdartige Tiere sehen zu können, hatte wesentlichen Einfluss auf die Darstellung der Tiere in Kunst und Literatur. Die Maler George Stubbs und Edwin Landseer fanden beispielsweise hier die Modelle für exotische Tiere.

## Der Beginn der Tierhaltung im Tower
Die Tradition der Tierhaltung im Tower geht auf Henry III. zurück, der anlässlich der Verheiratung seiner Schwester Isabella mit Kaiser Friedrich II. von seinem Schwager drei Löwen zum Geschenk erhielt. Die drei Großkatzen, die im von Henry III. gerade erweiterten Tower untergebracht wurden, überlebten allerdings nicht lange. Der letzte Hinweis auf dieses königliche Geschenk stammt aus dem Jahre 1240. 1252 beherbergte der Tower einen Bären von heller Fellfarbe, diesmal ein Geschenk des norwegischen Königs an Henry III. Die Quellen bestimmen die Art des Bären nicht genauer. Da Braunbären als Tanzbären in England regelmäßig zu sehen waren, das Tier große Aufmerksamkeit erregte und ein normaler Braunbär ein wenig angemessenes königliches Geschenk gewesen wäre, handelte es sich bei dem norwegischen Geschenk vermutlich um einen Eisbären. Bis der Londoner Zoo ab 1827 Eisbären hielt, dürfte es sich dabei um einen der wenigen Bären dieser Art gehandelt haben, die in Großbritannien zu sehen waren. Dank eines Geschenks des französischen Königs Louis IX. erweiterte sich die königliche Menagerie wenig später um einen afrikanischen Elefanten. Die Ankunft des Tieres 1255 stellte eine so große Sensation dar, dass der betagte Historiker und Abt Matthew Paris nach London reiste, um den Elefanten während dessen Transports durch London selbst in Augenschein zu nehmen. Paris hielt das Ereignis in seiner „Chronica Majora“ fest.

## Die Tierhaltung unter den Nachfolgern von Henry III
Die Nachfolger von Henry III. setzten die Tradition der Tierhaltung im Tower fort. Traditioneller Bestandteil der Menagerie waren Löwen; „Keeper of the king’s lion“ war entsprechend der Titel der mit Aufsicht über die Tiere betrauten Person. Ausgezeichnet mit diesem Amt wurden keineswegs in der Tierhaltung erfahrene Personen, sondern Adelige, die sich in irgendeiner Weise die Gunst des Monarchen erworben hatten.
Ab 1420 konnten die Tiere der Menagerie im Tower gegen Zahlung eines Eintrittsgeldes besichtigt werden. Ein Dekret Heinrich VI. regelte außerdem, dass denen die Zahlung des Eintritts erlassen wurde, die eine Katze oder einen Hund zur Fütterung der Löwen mitbrachten. Es kann jedoch davon ausgegangen werden, dass damit keineswegs jeder der Londoner Einwohner Zugang erhielt, der in der Lage war, die hohe Eintrittssumme von drei Sous zu bezahlen. Vermutlich kam nur derjenige in den Genuss der königlichen Menagerie, der über entsprechende Empfehlungsschreiben oder Verbindungen verfügte.
Unter James I. wurde zu Beginn des 17. Jahrhunderts der Tower-Komplex um den heute nicht mehr erhaltenen Lion Tower erweitert. In dem zum Turm gehörenden Hof erhielten die Tiere – unter anderem ein Tiger, elf Löwen, ein Schakal und zwei Luchse – Auslauf. Das Areal wurde jedoch auch genutzt, um Tierhetzen zu veranstalten. James I. ließ hier unter anderem Mastiffs auf Löwen hetzen und errichtete eine hölzerne Aussichtsplattform, um von dort aus das Spektakel besser beobachten zu können. Insgesamt war das Verständnis für eine angemessene Tierhaltung wenig ausgeprägt – die Tiere wurden in engen Käfigen gehalten, die ihnen nur wenig Bewegungsmöglichkeiten gaben. Einen Elefanten glaubte man ausreichend zu füttern, wenn man ihm ausschließlich Wein zu trinken gäbe. Das Tier – ein Geschenk des spanischen Königs – starb nach wenigen Wochen.

## Die königliche Menagerie als Anziehungspunkt

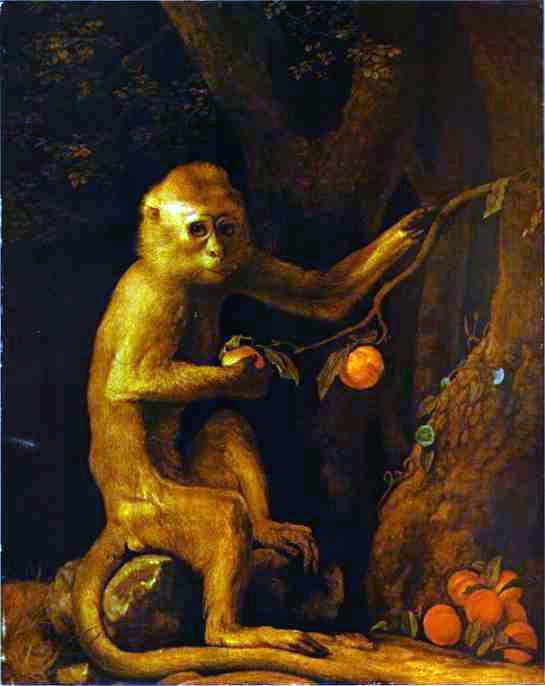
Green Monkey von George Stubbs

Die Existenz der königlichen Menagerie im Tower blieb von der Herrschaft Oliver Cromwells unberührt. Cromwells kurze Herrschaft bewirkte jedoch zwei Änderungen: Tierhetzen wurden in der Stadt London untersagt und der Tower, und damit die königliche Menagerie, konnte zunehmend von einem zahlenden Publikum besichtigt werden. Wer das Eintrittsgeld zahlen konnte, konnte neben den Tieren der Menagerie ab der Mitte der 1660er-Jahre auch die Kronjuwelen und das Waffenarsenal besichtigen. Zu den häufigen Besuchern des Towers zählte unter anderem Samuel Pepys, der durch sein Tagebuch zum Chronisten seiner Zeit wurde. Pepys berichtet in seinem Tagebuch-Eintrag vom 11. Januar 1660 unter anderem davon, dass er auf seinem Heimweg extra einen Umweg machte, um im Tower nach seinem Lieblingslöwen mit dem Namen Crowly zu schauen.
Möglicherweise waren es die Einnahmen, die dazu führten, dass man Christopher Wren damit beauftragte, im Hof des Lions Towers zusätzliche Käfige zu installieren, um dort Adler und Eulen unterzubringen. 1697 warb erstmals sogar ein Pamphlet für den Besuch im Tower. Zu den Schaustücken dieser Zeit zählten neben den obligatorischen Löwen unter anderem eine Hyäne und ein Tiger, den die East India Company geschenkt hatte. Zunehmend zählten der Tower und seine Tiere zu den Sehenswürdigkeiten, die man als Besucher Londons gesehen haben musste. Darauf bezieht sich auch die Sprachwendung „Seeing the lions“ für die Besichtigung der Sehenswürdigkeiten der Stadt, zu denen neben dem Tower auch die Irrenanstalt Bedlam gehörte. Jemand „who has seen the lions“ war weltläufig und welterfahren. 1698 wurde für den 1. April erstmals das Waschen der Löwen im Wassergraben des Towers angekündigt. Diese Form des Aprilscherzes tauchte in den nachfolgenden Jahrzehnten regelmäßig auf.

## Die Menagerie im Tower als Studienobjekt von Kunst und Wissenschaft
Im 18. Jahrhundert intensivierte sich die wissenschaftliche Auseinandersetzung mit Tieren. Der aus Schottland stammende Anatom und Arzt John Hunter sezierte um 1750 unter anderem die verstorbenen Tiere der königlichen Menagerie. Sein Ziel war es, Fortpflanzung, Atmung und Blutkreislauf möglichst vieler unterschiedlicher Tierarten miteinander zu vergleichen. Im Laufe seines Lebens untersuchte er insgesamt 500 verschiedene Tierarten, wobei die königliche Menagerie so exotische Tierarten wie Elefanten, Tiger, Nashörner und Löwen beisteuerte. Die verbliebenen Exponate – darunter auch Skelette seiner Untersuchungsobjekte – befinden sich heute im Royal College of Surgeons. Hunter beauftragte auch eine Reihe von Malern, um die Tiere in Gemälden und Zeichnungen festzuhalten. Zu den bekanntesten von ihm beauftragten Künstlern zählte George Stubbs. Stubbs porträtierte unter anderem ein für die königliche Menagerie neu angekommenes Nashorn, das – nachdem Dürers anatomisch nicht korrekte Wiedergabe eines Rhinocerus über Jahrhunderte hinweg die mitteleuropäische Vorstellung von dieser Tierart prägte – ein akkurateres Bild dieser Tierart gab.
Das zunehmende Interesse an Naturwissenschaften wirkte sich auch auf die Tierhaltung aus: Die Käfige wurden in der zweiten Hälfte des 18. Jahrhunderts modernisiert. Wenn sie mit einer Länge von nur drei Metern nach heutigen Maßstäben auch viel zu klein für große Katzen waren, konnten sie jetzt immerhin beheizt werden, der zuvor hölzerne Boden wurde durch Ziegelsteine ersetzt. Junge Löwen, die in der Tower-Menagerie geboren wurden, erreichten danach erstmals ein fortpflanzungsfähiges Alter.
Der erste Führer zu den für die Öffentlichkeit zugänglichen Sehenswürdigkeiten des Towers erschien 1741 und bemühte sich ebenso wie die folgenden Publikationen, den Lesern eine möglichst genaue Beschreibung der zu sehenden Tierarten zu geben.

## Die königliche Menagerie wird abgewickelt

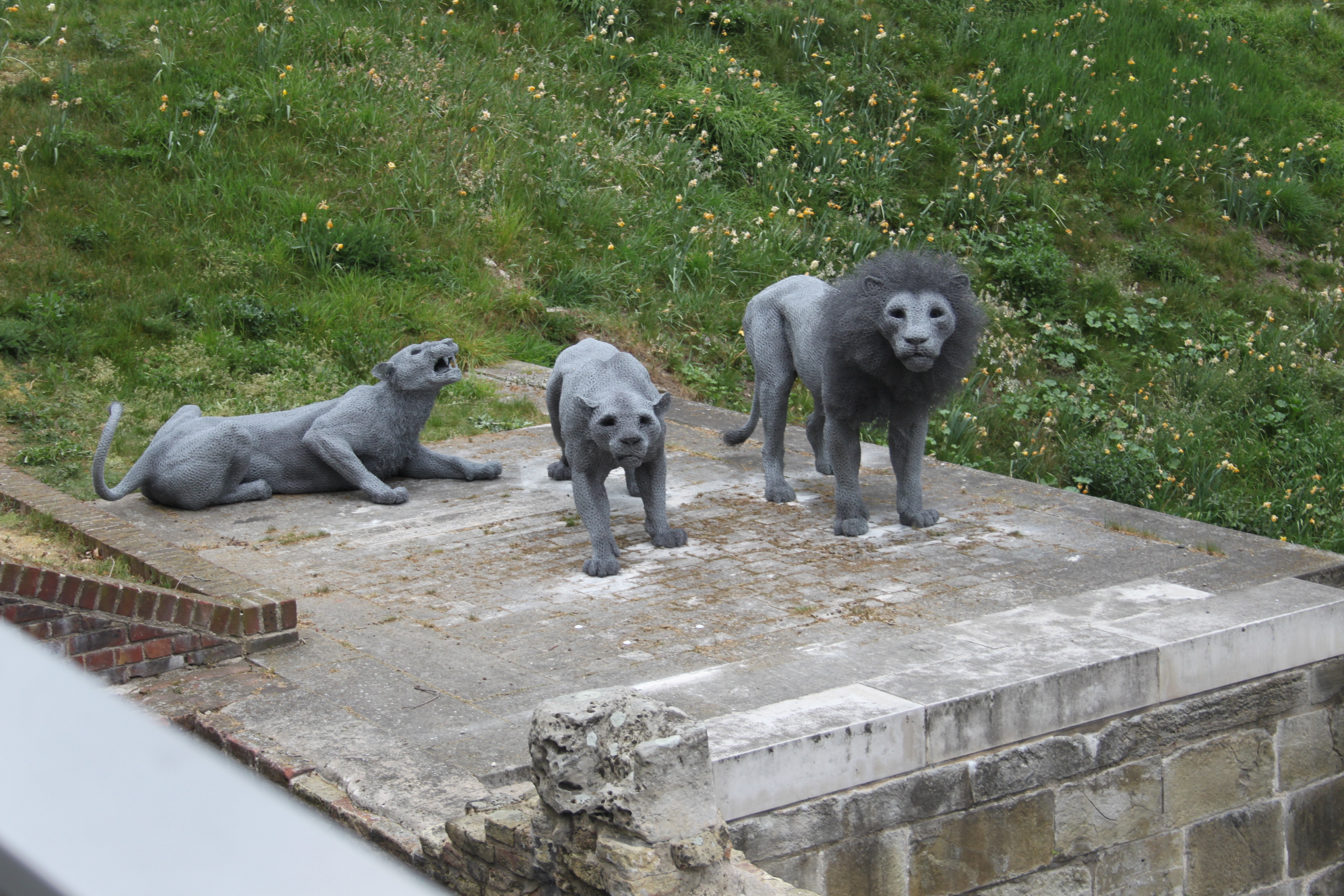
Statuen aus Draht als Denkmal für die Menagerie

Gegen Ende des 18. Jahrhunderts ging das Interesse des Publikums an den Tieren in der Tower-Menagerie allmählich zurück. Zirkusunternehmen, die durch Großbritannien reisten, zeigten ihren zahlenden Besuchern nicht nur nahezu die gleichen exotischen Tierarten, sondern auch andere Kuriositäten wie etwa besonders groß gewachsene Menschen als „Riesen“. Die Anzahl der in der Menagerie gehaltenen Tiere und Tierarten nahm stetig ab, bis man 1822 als ersten erfahrenen Tierwärter Alfred Cops einstellte. Er fand nur noch einen Elefanten, einige wenige Vögel sowie den ersten in Großbritannien gezeigten Grizzly als Bestandteil der königlichen Menagerie vor. Mit Unterstützung Georg IV. begann er die Menagerie umzubauen und um eine große Anzahl neuer Tierarten zu erweitern. 1829 waren neben den obligatorischen Löwen, Tiger und Bären unter anderem ein Ozelot, Gepard, Karakal, verschiedene Hyänen, Zebras, Lamas, Papageien, eine Anakonda und Klapperschlangen zu sehen. Die erneute Blüte der Tower-Menagerie währte jedoch nur sehr kurz. Nachdem der London Zoo eröffnet worden war, wurden die Tiere dem Zoo übereignet. Ein Grund dafür war der Angriff eines Löwen auf einige Soldaten, der sich 1835, im Jahr der Übereignung, ereignete.